# Cod ATC V
Cod ATC V este o parte a Sistemului de clasificare Anatomo Terapeutico Chimică.
V Varia (diverse)
- V01 Alergeni
- V03 Alte produse terapeutice
- V04 Agenți de diagnostic
- V06 Produse dietetice
- V07 Alte produse neterapeutice
- V08 Medii de contrast
- V09 Radiofarmaceutice pentru diagnostic
- V10 Radiofarmaceutice terapeutice
- V20 Pansamente chirurgicale